# Didi Conn

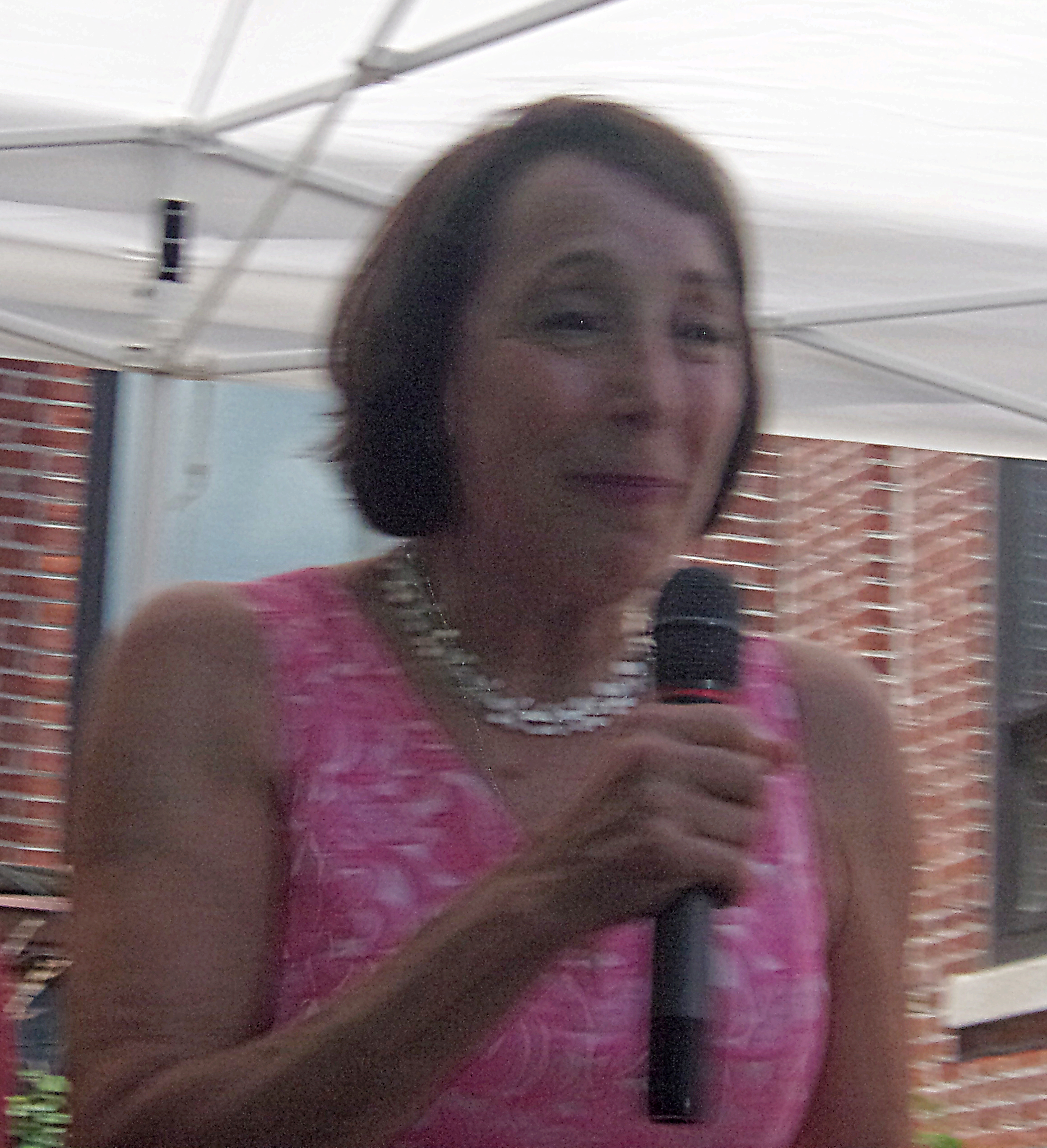
Didi Conn (2018)

Edith "Didi" Conn, geborene Bernstein (* 13. Juli 1951 in New York City, New York) ist eine US-amerikanische Schauspielerin.

## Leben
Ihren ersten Auftritt hatte Conn 1973 im Fernsehen in einer Nebenrolle. 1976 landete sie eine sekundäre Dauerrolle in der Sitcom The Practice ("Die Praxis", deutscher Titel:  Lachen auf Rezept), wo sie bis 1977 in 27 Episoden auftrat.
Ihre erste große Rolle hatte sie 1977 in dem Film Stern meines Lebens (OT: You Light Up My Life) in dem sie die aufstrebende junge Sängerin Laurie Robinson porträtierte, die durch das gleichnamige Lied zu Ruhm kommt. Im Film wurde ihr die Gesangsstimme von Kvitka "Kasey" Cisyk verliehen und das Lied erhielt 1978 den Oscar für den besten Filmsong und einen Golden Globe Award. You Light Up My Life wurde in der Version von Debbie Boone auch in der realen Welt zum großen Erfolg und war für zehn Wochen auf Platz eins der American Top 40, was damals in Amerika Weltrekord war, und brachte der Sängerin neben einer nachhaltigen Karriere auch einen Grammy ein.
In Deutschland ist Didi Conn vor allem durch den Part der "Pink Lady" Frenchy in den beiden Grease-Filmen von 1978 und 1982 bekannt. Zwischen 1981 und 1985 war sie an 72 von 159 Episoden der Sitcom Benson beteiligt. Ihr weiteres, von vielen Rollen im Fernsehen dominiertes Werk erreichte nicht die Bedeutung ihrer frühen Erfolge.
2019 nahm sie an der elften Staffel der britischen Eiskunstlaufshow Dancing on Ice teil.

## Privat
Die in Brooklyn, New York als Tochter eines klinischen Psychologen geborene Schauspielerin war von 1975 bis 1978 mit dem Schauspieler Frank Conn verehelicht. Aus ihrer 1982 begonnenen zweiten Ehe mit dem Komponisten David Shire, der neben vielem anderen auch die Musik zu The Practice machte, stammt der 1992 geborene autistische Danny. Didi Conn engagiert sich seither für den Autismus. Ihr Bruder ist der Opernsänger Richard Bernstein.

## Filmografie (Auswahl)
- 1973: Genesis II (Fernsehfilm)
- 1975: Happy Days (Fernsehserie, 1 Folge)
- 1975: California Cops – Neu im Einsatz (Neu im Einsatz, Fernsehserie, 1 Folge)
- 1976–1977: Lachen auf Rezept (The Practice, Fernsehserie, 27 Folgen)
- 1977: Stern meines Lebens (You Light Up My Life)
- 1978: Das Glück wohnt auf Hawaii (Three on a Date, Fernsehfilm)
- 1978: Kurz vor den Ferien (Almost Summer)
- 1978: Murder at the Mardi Gras (Fernsehfilm)
- 1978: Grease
- 1979/1983: Love Boat (The Love Boat, Fernsehserie, 2 Folgen)
- 1981: Violet (Kurzfilm)
- 1981–1985: Benson (Fernsehserie, 67 Folgen)
- 1982: Grease 2
- 1983: The Magic Show
- 1985: Hotel (Fernsehserie, 1 Folge)
- 1987: Cagney & Lacey (Fernsehserie, 1 Folge)
- 1987: Ein Engel auf Erden (Highway to Heaven, Fernsehserie, 2 Folgen)
- 1989–1993: Shining Time Station (Fernsehserie, 65 Folgen)
- 1993: Familie Feuerstein – Weihnachten im Steintal (A Flintstone Family Christmas, Fernsehfilm, Sprechrolle)
- 1994: L.A. Law – Staranwälte, Tricks, Prozesse (L.A. Law, Fernsehserie, 1 Folge)
- 2000: Thomas, die fantastische Lokomotive (Thomas and the Magic Railroad)
- 2001/2003: Stanley (Fernsehserie, 2 Folgen)
- 2002: Frida
- 2003: Jojos Zirkus (JoJo’s Circus, Fernsehserie, 1 Folge, Sprechrolle)
- 2005: Shooting Vegetarians
- 2008: Oh Baby!
- 2008–2010: Law & Order: Special Victims Unit (Fernsehserie, 3 Folgen)
- 2011: Gigantic (Fernsehserie, 1 Folge)
- 2015: Transparent (Fernsehserie, 1 Folge)
- 2016: Grease Live! (Fernsehfilm)
- 2018: Most Likely to Murder
- 2022: Blue Bloods – Crime Scene New York (Blue Bloods, Fernsehserie, 1 Folge)
- 2023: Harlan Coben's Shelter (Miniserie, 6 Folgen)